# Reesdorf, Schleswig-Holstein
Reesdorf är en kommun och ort i Kreis Rendsburg-Eckernförde i förbundslandet Schleswig-Holstein i Tyskland.
Kommunen ingår i kommunalförbundet Amt Bordesholm tillsammans med ytterligare 13 kommuner.